# SMS-шлюз
SMS-шлюз — интерфейс, который позволяет отправлять и получать SMS-сообщения без использования мобильного телефона. При этом SMS-сообщения преобразуются в сообщения электронной почты или HTTP-запросы и обратно. Сообщение, отправляемое через подобный шлюз, может быть бесплатным для отправителя; однако возможны технические ограничения, такие, как ограничение числа отправляемых с одного компьютера сообщений в сутки.
Часто на сайтах мобильных операторов размещается форма бесплатной отправки смс на номера своих абонентов. При этом стоит ограничение на количество отправляемых сообщений с одного компьютера, и смс приходит обычно с номера сервисной службы оператора.

## Виды SMS-шлюзов
Наиболее известные разновидности: WEB2SMS, SMS2EMAIL, SMS2Skype.
Web2SMS: Кроме служб, доступных через веб-интерфейс, некоторые компании предоставляют службы, доступные посредством приложений, или даже наборы функций API для работы с SMS. В странах СНГ существуют свои собственные СМС-шлюзы.
SMS2Email: Эта разновидность SMS-шлюзов позволяет посылать электронную почту через мобильный телефон. Большинство провайдеров мобильной связи в США предоставляют эту возможность. В Великобритании служба M-Mail, предоставляемая компанией Connectotel, позволяет посылать электронные сообщения даже из сетей провайдеров, которые прямо не поддерживают эту услугу.
Существуют шлюзы, позволяющие посылать сообщения SMS на обычные стационарные телефоны. В этом случае SMS автоматически преобразуется в голосовое сообщение. Иногда адресату предоставляется возможность отправить голосовую почту на мобильный телефон, с которого пришло SMS. Существуют и так называемые корпоративные SMS-шлюзы, позволяющие посредством SMS получать доступ к корпоративным приложениям или базам данных.